# Жигарєв Павло Федорович
Павло Федорович Жигарєв (нар. 19 листопада 1900, село Бриково Весьєгонського повіту Тверської губернії, тепер Тверської області, Російська Федерація — 2 жовтня 1963, місто Москва) — радянський військовий діяч, головнокомандувач Військово-повітряних сил СРСР, головний маршал авіації (11.03.1955). Кандидат у члени ЦК КПРС у 1952—1961 роках. Депутат Верховної Ради РРФСР 2-го скликання. Депутат Верховної Ради СРСР 3—5-го скликань.

## Життєпис
Народився в родині селянина-бідняка.
З 1919 року — в Червоній армії. У 1919—1920 роках служив у запасному кавалерійському полку в місті Твері і в основних бойових діях громадянської війни участі не брав.
Член РКП(б) з 1920 року.
У 1922 році закінчив 4-у Тверську кавалерійську школу командного складу РСЧА, потім командував кавалерійським взводом. З 1925 року переведений в авіацію і направлений на навчання. У 1927 році закінчив Ленінградську військову школу льотчиків-спостерігачів. Кілька років був на викладацькій роботі у військово-навчальних авіаційних закладах.
У 1932 році закінчив командний факультет Військово-повітряної академії РСЧА імені професора Жуковського, в 1933 році ад'юнктуру при ній.
З 1933 року — начальник штабу Качинської вищої авіаційної школи льотчиків, тоді ж і сам закінчив її без відриву від виконання службових обов'язків.
У 1934—1936 роках командував авіаційними частинами, від окремої ескадрильї до авіабригади. У листопаді 1937 — вересні 1938 року перебував у відрядженні в Китаї, очолюючи групу радянських льотчиків-добровольців. Брав участь у бойових діях японо-китайської війни на стороні урядових військ Чан Кайши, організовував відбиття ударів японської авіації, протиповітряну оборону, навчання китайських льотчиків на радянських літаках.
У вересні 1938 року призначений начальником Управління бойової підготовки Військово-повітряних сил (ВПС) РСЧА. З 1939 року — командувач ВПС 2-ї Окремої Далекосхідної Червонопрапорної армії. З грудня 1940 року — 1-й заступник, а з 9 квітня 1941 по лютий 1942 року — начальник Головного управління Військово-повітряних сил РСЧА.
Незабаром після початку німецько-радянської війни на базі Головного управління ВПС був сформований Штаб ВПС РСЧ, а Павло Жигарєв 29 червня 1941 призначений командувачем Військово-повітряних сил РСЧА. У липні 1941 — 20 травня 1943 року — заступник народного комісара оборони СРСР.
З 4 травня 1942 року — командувач ВПС Далекосхідного фронту. З травня по вересень 1945 року — командувач 10-ї повітряної армії. У серпні 1945 року війська армії брали участь в радянсько-японській війні в смузі військ 2-го Далекосхідного фронту в Маньчжурії, забезпечували бойові дії на Сахаліні і Курильських островах.
У квітні 1946 — жовтні 1949 року — 1-й заступник головнокомандувача Військово-повітряних сил СРСР. Одночасно — командувач Дальньої авіації СРСР.
У жовтні 1949 — січні 1957 року — головнокомандувач Військово-повітряних сил СРСР.
Одночасно у 1949 — 15 березня 1953 року — заступник військового міністра СРСР. З 15 березня 1953 по 1955 рік — заступник міністра оборони СРСР. У березні 1955 — січні 1957 року — 1-й заступник міністра оборони СРСР.
У січні 1957 — листопаді 1959 року — начальник Головного управління цивільного повітряного флоту при Раді міністрів СРСР.
У листопаді 1959 — 2 жовтня 1963 року — начальник Військової командної академії протиповітряної оборони.
Помер 2 жовтня 1963 року. Похований в Москві на Новодівочому цвинтарі.

## Звання
- комдив (.09.1938)
- комкор (.04.1940)
- генерал-лейтенант авіації (4.06.1940)
- генерал-полковник авіації (22.10.1941)
- маршал авіації (3.08.1953)
- головний маршал авіації (11.03.1955)

## Нагороди
- два ордени Леніна (22.10.1941, 21.02.1945)
- три ордени Червоного Прапора (14.03.1938, 3.11.1944, 2.09.1950)
- орден Кутузова І ст. (8.09.1945)
- орден Червоної Зірки (25.05.1936)
- медалі